# تشارلز بف
تشارلز بف (بالإنجليزية: Charles Pugh)‏ هو صحفي أمريكي، ولد في 3 أغسطس 1971.